# Alfred Tennyson
Lord Alfred Tennyson, FRS, angleški dvorni pesnik, * 6. avgust 1809, Somersby, Lincolnshire, Velika Britanija, † 6. oktober 1892, Lurgashall, Sussex, Velika Britanija.

## Življenje in delo
Alfred Tennyson je najznamenitejši pesnik viktorijanske dobe v Angliji. Rodil se je 6. avgusta 1809 v Somersbyju v Lincolnshiru. Njegov oče, George Tennyson, je bil duhovnik in je sinove učil tujih jezikov. V obdobju Alfredovega odraščanja je doživel nekaj duševnih zlomov, pa tudi sicer so bile razmere v družini čedalje bolj napete, zato je Alfred leta 1827 odšel študirat na kolidž Trinity v Cambridgeu. Tam se je spoprijateljil z Arthurjem Hallamom, vodjo krožka Apostoli za umetniško in politično napredne študente, ki še niso diplomirali. Alfred se jim je kmalu pridružil, tudi po zaslugi pesniške zbirke Poems by Two Brothers, ki jo je izdal skupaj z bratom Charlesom in ki je pritegnila njihovo pozornost.
Leta 1830 je izdal prvo samostojno zbirko pesmi Poems, Chiefly Lyrical in se s Hallamom ter ostalimi odpravil na potovanje po Evropi, med drugim v Španijo, da bi izrazili podporo neuspeli revoluciji proti Ferdinandu VII.. Naslednje leto je Alfred zapustil kolidž, ne da bi diplomiral. Hallam se je zaročil z njegovo sestro, vendar je dve leti kasneje nenadoma umrl, kar je na Tennysona trajno zaznamovalo; poleg tega je njegova zbirka Poems iz leta 1832 naletela na mlačen odziv javnosti.
Leta 1836 se je Alfred zaročil z Emily Sellwood, vendar je bila zaroka zaradi njegovih finančnih težav kmalu preklicana. Leta 1842 je prišlo do preobrata v priljubljenosti zbirke Poems; 1850 pa je z zbirko elegij z naslovom In Memoriam, posvečenih Hallamu, dosegel velik uspeh v javnosti in pri kraljici Viktoriji, ki ga je imenovala za prvega dvornega pesnika po Williamu Wordsworthu. Spet si je povrnil premoženje in se istega leta poročil z Emily Sellwood, s katero sta imela dva sinova, Hallama in Lionela. 
Kot t. i. dvorni pesnik je napisal številna domoljubna dela. Med najbolj opaznimi sta pesmi Maud in Morte d'Arthur. Leta 1859 je objavil prve pesmi iz zbirke Kraljeve idile, vsebinsko povezanih z legendo o kralju Arturju, in z njimi dosegel vrhunec svoje slave: v enem mesecu je bilo prodanih več kot 10.000 izvodov. Med bolj lirične pesnitve sodijo Lotofagi, Umirajoči labod, Mlinarjeva hči, Gospa z gradu Shalott, Slovo. Leta 1884 je prejel lordski naslov. S pisanjem poezije in dramatike se je ukvarjal do konca svojega življenja. Umrl je 6. oktobra 1892 v Lurgashallu v Sussexu in bil pokopan v Westminstrski opatiji.
Značilnost njegove poezije ni toliko bogastvo novih zamisli kot poudarek na čutih in muzikaličnosti. Vsebinsko se je najraje vračal v izročilo klasičnih mitov in srednjeveških legend, ki so mu pomagali pri ustvarjanju sanjskega in brezčasnega vzdušja. Prav zaradi teh značilnosti ga marsikdo uvršča med pesnike pozne romantike.
V slovenščino je prevedena ena zbirka njegovih pesmi, Alfred Tennyson, ki jo je pripravil Andrej Arko.